# Mathias Binder
Mathias Binder (Zúrich, 24 de julio de 1972) es un deportista suizo que compitió en remo. Ganó una medalla de oro en el Campeonato Mundial de Remo de 1997, en la prueba de dos sin timonel ligero.

## Palmarés internacional
| Campeonato Mundial | Campeonato Mundial     | Campeonato Mundial | Campeonato Mundial     |
| Año                | Lugar                  | Medalla            | Prueba                 |
| ------------------ | ---------------------- | ------------------ | ---------------------- |
| 1997               | Aiguebelette (Francia) | Medalla de oro     | Dos sin timonel ligero |